# ۸۷۷ (قمری)
۸۷۷ (قمری)، هشتصد و هفتاد و هفتمین سال در گاهشماری هجری قمری است. اول محرم این سال برابر با هفدهم ژوئن سال ۱۴۷۲ میلادی است.

## وابسته
- وطاسیان